# 202. pehotni polk (Italija)
202. pehotni polk Sesia (izvirno italijansko 202º Reggimento fanteria) je bil pehotni polk Kraljeve italijanske kopenske vojske.

## Zgodovina
Med prvo svetovno vojno je bil polk nastanjen na soški fronti.